# Programa de Proteção a Crianças e Adolescentes Ameaçados de Morte
O Programa de Proteção a Crianças e Adolescentes Ameaçados de Morte, mais conhecido por sua sigla PPCAAM, é um programa do governo federal brasileiro criado em 2003 no âmbito da Subsecretaria de Promoção dos Direitos da Criança e do Adolescente da Secretaria Especial dos Direitos Humanos.
O PPCAAM tem atribuições ligadas à prevenção da violência letal dirigida contra crianças e adolescentes e à proteção de crianças e adolescentes que estejam ameaçadas de morte. Para tanto, firma parcerias com instituições governamentais e não-governamentais com o intuito de implementar e executar o PPCAAM em diferentes unidades federadas do Brasil.

## Funcionamento
A proteção é efetuada retirando a criança ou o adolescente ameaçado de morte do local de risco, preferencialmente com seus familiares, e inserindo-os em comunidade segura. Prima-se pela garantia de sua proteção integral através de inclusão de todos os protegidos em serviços de saúde, educação, esporte, cultura e se necessário, em cursos profissionalizantes, políticas de assistência social e no mercado de trabalho.

## Abrangência
O Programa de Proteção a Crianças e Adolescentes Ameaçados de Morte já foi implementado, por meio de parcerias com governos estaduais e ONGs nos seguintes locais:
- Espírito Santo (estado)
- Minas Gerais (estado)
- Pará (estado)
- Pernambuco (estado)
- Rio de Janeiro (estado)
- São Paulo (Estado)

- Distrito Federal (estado)
- Paraná (estado)
- Ceará (estado)
- Alagoas (estado)
- Rio Grande do Sul (estado)

Em alguns desses estados a execução do Programa pode passar por descontinuidades, tendo em vista problemas para celebrar termos de parcerias, repasse de recursos, dentre outros. Os estados onde não existe o PPCAAM, ou sua execução encontra-se prejudicada, são atendidos pelo Núcleo Técnico Federal (NTF), com sede em Brasília.